# Skilanglauf-Alpencup 2008/09
Der Skilanglauf-Alpencup 2008/09 war eine von der FIS organisierte Wettkampfserie, die am 13. Dezember 2008 in Alta Badia begann und am 15. März 2009 in Métabief endete.

## Männer

### Resultate
| 1. Alpencup in Alta Badia, 13. und 14. Dezember 2008 | 1. Alpencup in Alta Badia, 13. und 14. Dezember 2008 | 1. Alpencup in Alta Badia, 13. und 14. Dezember 2008 | 1. Alpencup in Alta Badia, 13. und 14. Dezember 2008 | 1. Alpencup in Alta Badia, 13. und 14. Dezember 2008 |
| ---------------------------------------------------- | ---------------------------------------------------- | ---------------------------------------------------- | ---------------------------------------------------- | ---------------------------------------------------- |
| Datum                                                | Disziplin                                            | Erster Platz                                         | Zweiter Platz                                        | Dritter Platz                                        |
| 13. Dezember 2008                                    | 10 km klassisch                                      | Tom Reichelt                                         | Marco Fiorentini                                     | Benoît Chauvet                                       |
| 14. Dezember 2008                                    | 15 km Freistil Mst.                                  | Tom Reichelt                                         | Maurice Manificat                                    | Florian Kostner                                      |

| 2. Alpencup in St. Ulrich, 18. bis 21. Dezember 2008 | 2. Alpencup in St. Ulrich, 18. bis 21. Dezember 2008 | 2. Alpencup in St. Ulrich, 18. bis 21. Dezember 2008 | 2. Alpencup in St. Ulrich, 18. bis 21. Dezember 2008 | 2. Alpencup in St. Ulrich, 18. bis 21. Dezember 2008 |
| ---------------------------------------------------- | ---------------------------------------------------- | ---------------------------------------------------- | ---------------------------------------------------- | ---------------------------------------------------- |
| Datum                                                | Disziplin                                            | Erster Platz                                         | Zweiter Platz                                        | Dritter Platz                                        |
| 18. Dezember 2008                                    | Sprint Freistil                                      | Fulvio Scola                                         | Nicola Morandini                                     | Giovanni Gullo                                       |
| 20. Dezember 2008                                    | 10 km Freistil                                       | Remo Fischer                                         | Roland Clara                                         | Christian Hoffmann                                   |
| 21. Dezember 2008                                    | 10 km klassisch                                      | Roland Clara                                         | Benjamin Seifert                                     | Benoît Chauvet                                       |

| 3. Alpencup in Meaudre, 3. und 4. Januar 2009 | 3. Alpencup in Meaudre, 3. und 4. Januar 2009 | 3. Alpencup in Meaudre, 3. und 4. Januar 2009 | 3. Alpencup in Meaudre, 3. und 4. Januar 2009 | 3. Alpencup in Meaudre, 3. und 4. Januar 2009 |
| --------------------------------------------- | --------------------------------------------- | --------------------------------------------- | --------------------------------------------- | --------------------------------------------- |
| Datum                                         | Disziplin                                     | Erster Platz                                  | Zweiter Platz                                 | Dritter Platz                                 |
| 3. Januar 2009                                | 10 km Freistil                                | Maurice Manificat                             | Christophe Perrillat                          | Marco Fiorentini                              |
| 4. Januar 2009                                | 15 km klassisch Mst                           | Christophe Perrillat                          | Reto Burgermeister                            | Maurice Manificat                             |

| 4. Alpencup in Reit im Winkl, 10. und 11. Januar 2009 | 4. Alpencup in Reit im Winkl, 10. und 11. Januar 2009 | 4. Alpencup in Reit im Winkl, 10. und 11. Januar 2009 | 4. Alpencup in Reit im Winkl, 10. und 11. Januar 2009 | 4. Alpencup in Reit im Winkl, 10. und 11. Januar 2009 |
| ----------------------------------------------------- | ----------------------------------------------------- | ----------------------------------------------------- | ----------------------------------------------------- | ----------------------------------------------------- |
| Datum                                                 | Disziplin                                             | Erster Platz                                          | Zweiter Platz                                         | Dritter Platz                                         |
| 10. Januar 2009                                       | 20 km Verfolgung                                      | Maurice Manificat                                     | Christophe Perrillat                                  | Marco Fiorentini                                      |
| 11. Januar 2009                                       | Sprint klassisch                                      | Fulvio Scola                                          | Peter von Allmen                                      | Stefan Seifert                                        |

| 5. Alpencup in Rogla, 17. und 18. Januar 2009 | 5. Alpencup in Rogla, 17. und 18. Januar 2009 | 5. Alpencup in Rogla, 17. und 18. Januar 2009 | 5. Alpencup in Rogla, 17. und 18. Januar 2009 | 5. Alpencup in Rogla, 17. und 18. Januar 2009 |
| --------------------------------------------- | --------------------------------------------- | --------------------------------------------- | --------------------------------------------- | --------------------------------------------- |
| Datum                                         | Disziplin                                     | Erster Platz                                  | Zweiter Platz                                 | Dritter Platz                                 |
| 17. Januar 2009                               | 10 km Freistil                                | Florian Kostner                               | Fulvio Scola                                  | Robin Duvillard                               |
| 18. Januar 2009                               | 15 km klassisch Mst.                          | Giovanni Gullo                                | Fulvio Scola                                  | Benjamin Seifert                              |

| 6. Alpencup in Zwiesel, 14. und 15. Februar 2009 | 6. Alpencup in Zwiesel, 14. und 15. Februar 2009 | 6. Alpencup in Zwiesel, 14. und 15. Februar 2009 | 6. Alpencup in Zwiesel, 14. und 15. Februar 2009 | 6. Alpencup in Zwiesel, 14. und 15. Februar 2009 |
| ------------------------------------------------ | ------------------------------------------------ | ------------------------------------------------ | ------------------------------------------------ | ------------------------------------------------ |
| Datum                                            | Disziplin                                        | Erster Platz                                     | Zweiter Platz                                    | Dritter Platz                                    |
| 14. Februar 2009                                 | 15 km klassisch                                  | Len Väljas                                       | Giovanni Gullo                                   | Fulvio Scola                                     |
| 15. Februar 2009                                 | Sprint Freistil                                  | Josef Wenzl                                      | Andreas Waldmeier                                | Jeff Ellis                                       |

| 7. Alpencup in Schilpario, 20. bis 22. Februar 2009 | 7. Alpencup in Schilpario, 20. bis 22. Februar 2009 | 7. Alpencup in Schilpario, 20. bis 22. Februar 2009 | 7. Alpencup in Schilpario, 20. bis 22. Februar 2009 | 7. Alpencup in Schilpario, 20. bis 22. Februar 2009 |
| --------------------------------------------------- | --------------------------------------------------- | --------------------------------------------------- | --------------------------------------------------- | --------------------------------------------------- |
| Datum                                               | Disziplin                                           | Erster Platz                                        | Zweiter Platz                                       | Dritter Platz                                       |
| 20. Februar 2009                                    | Sprint klassisch                                    | Stefan Kuhn                                         | Loris Frasnelli                                     | Andy Kühne                                          |
| 21. Februar 2009                                    | 10 km klassisch                                     | Florian Kostner                                     | Benjamin Seifert                                    | Loris Frasnelli                                     |
| 22. Februar 2009                                    | 15 km Freistil                                      | Robin Duvillard                                     | Benoît-Gilles Dufourd                               | Ivan Perrillat Boiteux                              |

| 8. Alpencup in Campra, 28. Februar und 1. März 2009 | 8. Alpencup in Campra, 28. Februar und 1. März 2009 | 8. Alpencup in Campra, 28. Februar und 1. März 2009 | 8. Alpencup in Campra, 28. Februar und 1. März 2009 | 8. Alpencup in Campra, 28. Februar und 1. März 2009 |
| --------------------------------------------------- | --------------------------------------------------- | --------------------------------------------------- | --------------------------------------------------- | --------------------------------------------------- |
| Datum                                               | Disziplin                                           | Erster Platz                                        | Zweiter Platz                                       | Dritter Platz                                       |
| 28. Februar 2009                                    | 10 km klassisch Mst.                                | Benjamin Seifert                                    | Thomas Moriggl                                      | Ivan Perrillat Boiteux                              |
| 1. März 2009                                        | Teamsprint Freistil                                 | Italien IGiovanni Gullo Fulvio Scola                | Italien IIIFabrizio Clementi Dietmar Nöckler        | Italien IIThomas Moriggl Sergio Rigoni              |

| 9. Alpencup in Métabief, 13. bis 15. März 2009 | 9. Alpencup in Métabief, 13. bis 15. März 2009 | 9. Alpencup in Métabief, 13. bis 15. März 2009 | 9. Alpencup in Métabief, 13. bis 15. März 2009 | 9. Alpencup in Métabief, 13. bis 15. März 2009 |
| ---------------------------------------------- | ---------------------------------------------- | ---------------------------------------------- | ---------------------------------------------- | ---------------------------------------------- |
| Datum                                          | Disziplin                                      | Erster Platz                                   | Zweiter Platz                                  | Dritter Platz                                  |
| 13. März 2009                                  | Sprint Freistil                                | Fulvio Scola                                   | Robin Duvillard                                | Florian Kostner                                |
| 14. März 2009                                  | 10 km Freistil                                 | Sergei Schirjajew                              | Maurice Manificat                              | Benoît Chauvet                                 |
| 15. März 2009                                  | 15 km klassisch                                | Benoît Chauvet                                 | Florian Kostner                                | Robin Duvillard                                |

### U20 Resultate
| Datum             | Austragungsort | Disziplin            | Sieger                               | Zweiter                                   | Dritter                                     |
| ----------------- | -------------- | -------------------- | ------------------------------------ | ----------------------------------------- | ------------------------------------------- |
| 13. Dezember 2008 | Alta Badia     | 10 km klassisch      | Tim Tscharnke                        | Mattia Pellegrin                          | Hannes Dotzler                              |
| 14. Dezember 2008 | Alta Badia     | 15 km Freistil Mst.  | Hannes Dotzler                       | Valentin Mättig                           | Tim Tscharnke                               |
| 18. Dezember 2008 | St. Ulrich     | Sprint klassisch     | Tim Tscharnke                        | Michael Schnetzer                         | Sebastian Eisenlauer                        |
| 20. Dezember 2008 | St. Ulrich     | 10 km Freistil       | Valentin Mättig                      | Thomas Bing                               | Hannes Dotzler                              |
| 21. Dezember 2008 | St. Ulrich     | 10 km klassisch      | Hannes Dotzler                       | Thomas Bing                               | Thomas Wick                                 |
| 10. Januar 2009   | Reit im Winkl  | 20 km Verfolgung     | Hannes Dotzler                       | Sebastian Eisenlauer                      | Lucas Bögl                                  |
| 11. Januar 2009   | Reit im Winkl  | Sprint klassisch     | Michael Schnetzer                    | Max Bergmann                              | Mattia Pellegrin                            |
| 18. Januar 2009   | Rogla          | 15 km klassisch Mst. | Tim Tscharnke                        | Thomas Bing                               | Thomas Wick                                 |
| 14. Februar 2009  | Zwiesel        | 15 km klassisch      | Graeme Killick                       | Mattia Pellegrin                          | Bostjan Klavzar                             |
| 15. Februar 2009  | Zwiesel        | Sprint Freistil      | Max Bergmann                         | Michael Schnetzer                         | Jesse Cockney                               |
| 20. Februar 2009  | Schilpario     | Sprint klassisch     | Max Bergmann                         | Pierre Guedon                             | Federico Pellegrino                         |
| 21. Februar 2009  | Schilpario     | 10 km klassisch      | Mattia Pellegrin                     | Hannes Dotzler                            | Graeme Killick                              |
| 22. Februar 2009  | Schilpario     | 15 km Freistil       | Valentin Mättig                      | David Greer                               | Graeme Killick                              |
| 28. Februar 2009  | Campra         | 10 km klassisch Mst. | Mattia Pellegrin                     | Thomas Bing                               | Pierre Guedon                               |
| 1. März 2009      | Campra         | Teamsprint Freistil  | Deutschland IILucas Bögl Thomas Bing | Deutschland IValentin Mättig Max Bergmann | Österreich IAurelius Herburger Gert Bachner |
| 13. März 2009     | Métabief       | Sprint Freistil      | Pierre Guedon                        | Roman Furger                              | Gianluca Cologna                            |
| 14. März 2009     | Métabief       | 10 km Freistil       | Jonas Baumann Thomas Bing            |                                           | Martin Egraz                                |
| 15. März 2009     | Métabief       | 15 km klassisch      | Mattia Pellegrin                     | Lucas Bögl                                | Thomas Bing                                 |

### Gesamtwertung Männer
| Rang | Name                   | Punkte |
| ---- | ---------------------- | ------ |
| 01   | Florian Kostner        | 1059   |
| 02   | Fulvio Scola           | 1053   |
| 03   | Benoît Chauvet         | 788    |
| 04   | Giovanni Gullo         | 757    |
| 05   | Benjamin Seifert       | 701    |
| 06   | Robin Duvillard        | 519    |
| 07   | Maurice Manificat      | 473    |
| 08   | Sergio Rigoni          | 459    |
| 09   | Ivan Perrillat Boiteux | 453    |
| 10   | Mathias Wibault        | 428    |
| 11.  | Benoît-Gilles Dufourd  | 414    |
| 12.  | Andy Kühne             | 391    |
| 13.  | Dietmar Nöckler        | 366    |
| 14.  | Loris Frasnelli        | 360    |
| 15.  | Marco Fiorentini       | 349    |
| 16.  | Thomas Diezig          | 333    |
| 17.  | Christophe Perrillat   | 332    |
| 18.  | Stefan Seifert         | 328    |
| 19.  | Richard Vuillermoz     | 293    |
| 20.  | Fabrizio Clementi      | 285    |
| 21.  | Agostino Zortea        | 280    |
| 22.  | Marcus Enders          | 204    |
| 23.  | Andy Gerstenberger     | 203    |
| 24.  | Tom Reichelt           | 200    |
| 25.  | Bruno Debertolis       | 192    |
| 26.  | Reto Burgermeister     | 183    |
| 27.  | Roland Clara           | 180    |
| 28.  | Cyril Gaillard         | 167    |
| 29.  | Remo Fischer           | 158    |
| 30.  | Gion Andrea Bundi      | 152    |
| 31.  | Nicola Morandini       | 141    |
| 32.  | Daniel Heun            | 138    |
| 32.  | Florian Rohde          | 138    |
| 34.  | Peter von Allmen       | 133    |
| 35.  | Thomas Moriggl         | 127    |
| 36.  | Manuel Hirner          | 126    |
| 37.  | Philipp Marschall      | 125    |
| 38.  | Andreas Katz           | 117    |
| 39.  | Manuel Schnurrer       | 108    |
| 40.  | Markus Bader           | 106    |
| 41.  | Bastien Poirrier       | 104    |

| Rang | Name                 | Punkte |
| ---- | -------------------- | ------ |
| 41.  | Diego Ruiz           | 104    |
| 43.  | Alexandre Rousselet  | 103    |
| 43.  | Vitali Schäfer       | 103    |
| 45.  | Josef Wenzl          | 100    |
| 46.  | Adrien Mougel        | 95     |
| 46.  | Noe Tüfer            | 95     |
| 46.  | Andreas Waldmeier    | 95     |
| 49.  | Marco Mühlematter    | 92     |
| 49.  | Yann Soubeyrand      | 92     |
| 51.  | Roy Meingast         | 90     |
| 52.  | Bernhard Tritscher   | 80     |
| 53.  | Valerio Leccardi     | 74     |
| 54.  | Vicenç Vilarrubla    | 72     |
| 55.  | Robert Metze         | 67     |
| 55.  | Freddy Schwienbacher | 67     |
| 57.  | Christian Hoffmann   | 66     |
| 58.  | Pierre Chauvet       | 63     |
| 58.  | Andrea Zattoni       | 63     |
| 60.  | Luca Orlandi         | 62     |
| 60.  | Alex Vanzetta        | 62     |
| 62.  | Mauro Gruber         | 60     |
| 63.  | Alan Martinelli      | 56     |
| 64.  | Gareth Gray          | 55     |
| 65.  | Jöri Kindschi        | 45     |
| 66.  | Claudio Consagra     | 43     |
| 66.  | Franz Göring         | 43     |
| 68.  | Louis Descamps       | 42     |
| 69.  | Oliver Wünsch        | 41     |
| 70.  | Javier Gutierrez     | 40     |
| 71.  | Geoffro Pais         | 39     |
| 72.  | Antonin Bescond      | 38     |
| 73.  | Mickael Bonthoux     | 36     |
| 73.  | Vincent Duchene      | 36     |
| 73.  | Thomas Ebner         | 36     |
| 76.  | Gaudenz Flury        | 33     |
| 77.  | Erik Hänel           | 32     |
| 78.  | Charles Pralong      | 30     |
| 78.  | Romain Vandel        | 30     |
| 80.  | Lars Hänel           | 29     |
| 80.  | Lukas Hechl          | 29     |
| 82.  | Damien Ambrosetti    | 27     |

| Rang | Name                  | Punkte |
| ---- | --------------------- | ------ |
| 82.  | Remi Damevin          | 27     |
| 84.  | Tom Brunner           | 25     |
| 85.  | Nejc Brodar           | 23     |
| 86.  | Daniel Pietrogiovanna | 22     |
| 87.  | Emilien Buisson       | 21     |
| 88.  | Daniele Compagnoni    | 19     |
| 88.  | Egon Hofmann          | 19     |
| 90.  | Daniele Chioda        | 18     |
| 90.  | Johannes Dürr         | 18     |
| 90.  | Markus Keplinger      | 18     |
| 93.  | Lilian Gaillard       | 16     |
| 93.  | Daniel Yeuilla        | 16     |
| 95.  | Johann Eder           | 15     |
| 95.  | Thomas Stöggl         | 15     |
| 97.  | Luca De Manincor      | 14     |
| 97.  | Anze Repansek         | 14     |
| 99.  | Amaury Boschat        | 12     |
| 99.  | Pierre Niess          | 12     |
| 99.  | Eligius Tambornino    | 12     |
| 102. | Roddy Darragon        | 11     |
| 102. | Dominik Volken        | 11     |
| 104. | Romain Bruchez        | 9      |
| 105. | Stefan Rosenberg      | 8      |
| 106. | Mirko Rigoni          | 7      |
| 107. | Luca Gorret           | 6      |
| 107. | Andreas Herzog        | 6      |
| 107. | Ioseba Rojo           | 6      |
| 110. | Marek Vostrel         | 5      |
| 111. | Felix Dieter          | 4      |
| 111. | Tim Orlovius          | 4      |
| 111. | Harald Schuler        | 4      |
| 114. | Etienne Burel         | 3      |
| 114. | Martin Jäger          | 3      |
| 116. | Chris Hönig           | 2      |
| 116. | Giovanni Pezzo        | 2      |
| 116. | Mirco Pezzo           | 2      |
| 119. | Tobias Angerer        | 1      |
| 119. | Damiano Lenzi         | 1      |
| 119. | Jérémy Weibel         | 1      |

| Endstand (Top 10) |                  |        |
| \| Rang \| Name \| Punkte \| \| ---- \| ---------------- \| ------ \| \| 01 \| Thomas Bing \| 1280 \| \| 02 \| Mattia Pellegrin \| 820 \| \| 03 \| Pierre Guedon \| 717 \| \| 04 \| Hannes Dotzler \| 702 \| \| 05 \| Lucas Bögl \| 681 \| \| 06 \| Valentin Mättig \| 615 \| \| 07 \| Max Bergmann \| 602 \| \| 08 \| Bostjan Klavzar \| 527 \| \| 09 \| Tim Tscharnke \| 510 \| \| 10 \| Domen Potocnik \| 496 \| |                  |        |
| Rang | Name             | Punkte |
| 01 | Thomas Bing      | 1280   |
| 02 | Mattia Pellegrin | 820    |
| 03 | Pierre Guedon    | 717    |
| 04 | Hannes Dotzler   | 702    |
| 05 | Lucas Bögl       | 681    |
| 06 | Valentin Mättig  | 615    |
| 07 | Max Bergmann     | 602    |
| 08 | Bostjan Klavzar  | 527    |
| 09 | Tim Tscharnke    | 510    |
| 10 | Domen Potocnik   | 496    |

## Frauen

### Resultate
| 1. Alpencup in Alta Badia, 13. und 14. Dezember 2008 | 1. Alpencup in Alta Badia, 13. und 14. Dezember 2008 | 1. Alpencup in Alta Badia, 13. und 14. Dezember 2008 | 1. Alpencup in Alta Badia, 13. und 14. Dezember 2008 | 1. Alpencup in Alta Badia, 13. und 14. Dezember 2008 |
| ---------------------------------------------------- | ---------------------------------------------------- | ---------------------------------------------------- | ---------------------------------------------------- | ---------------------------------------------------- |
| Datum                                                | Disziplin                                            | Erster Platz                                         | Zweiter Platz                                        | Dritter Platz                                        |
| 13. Dezember 2008                                    | 5 km klassisch                                       | Tatjana Jambajewa                                    | Élodie Bourgeois-Pin                                 | Coraline Hugue                                       |
| 14. Dezember 2008                                    | 10 km Freistil Mst.                                  | Tatjana Jambajewa                                    | Laura Orgué                                          | Coraline Hugue                                       |

| 2. Alpencup in St. Ulrich, 18. bis 21. Dezember 2008 | 2. Alpencup in St. Ulrich, 18. bis 21. Dezember 2008 | 2. Alpencup in St. Ulrich, 18. bis 21. Dezember 2008 | 2. Alpencup in St. Ulrich, 18. bis 21. Dezember 2008 | 2. Alpencup in St. Ulrich, 18. bis 21. Dezember 2008 |
| ---------------------------------------------------- | ---------------------------------------------------- | ---------------------------------------------------- | ---------------------------------------------------- | ---------------------------------------------------- |
| Datum                                                | Disziplin                                            | Erster Platz                                         | Zweiter Platz                                        | Dritter Platz                                        |
| 18. Dezember 2008                                    | Sprint klassisch                                     | Katerina Smutna                                      | Tatjana Jambajewa                                    | Franziska Schneider                                  |
| 20. Dezember 2008                                    | 5 km Freistil                                        | Tatjana Jambajewa                                    | Sabina Valbusa                                       | Coraline Hugue                                       |
| 21. Dezember 2008                                    | 7,5 km klassisch                                     | Katerina Smutna                                      | Élodie Bourgeois-Pin                                 | Sabina Valbusa                                       |

| 3. Alpencup in Meaudre, 3. und 4. Januar 2009 | 3. Alpencup in Meaudre, 3. und 4. Januar 2009 | 3. Alpencup in Meaudre, 3. und 4. Januar 2009 | 3. Alpencup in Meaudre, 3. und 4. Januar 2009 | 3. Alpencup in Meaudre, 3. und 4. Januar 2009 |
| --------------------------------------------- | --------------------------------------------- | --------------------------------------------- | --------------------------------------------- | --------------------------------------------- |
| Datum                                         | Disziplin                                     | Erster Platz                                  | Zweiter Platz                                 | Dritter Platz                                 |
| 3. Januar 2009                                | 5 km Freistil                                 | Cécile Storti                                 | Celia Bourgeois                               | Laura Orgué                                   |
| 4. Januar 2009                                | 10 km klassisch Mst.                          | Karine Laurent Philippot                      | Élodie Bourgeois-Pin                          | Laura Orgué                                   |

| 4. Alpencup in Reit im Winkl, 10. und 11. Januar 2009 | 4. Alpencup in Reit im Winkl, 10. und 11. Januar 2009 | 4. Alpencup in Reit im Winkl, 10. und 11. Januar 2009 | 4. Alpencup in Reit im Winkl, 10. und 11. Januar 2009 | 4. Alpencup in Reit im Winkl, 10. und 11. Januar 2009 |
| ----------------------------------------------------- | ----------------------------------------------------- | ----------------------------------------------------- | ----------------------------------------------------- | ----------------------------------------------------- |
| Datum                                                 | Disziplin                                             | Erster Platz                                          | Zweiter Platz                                         | Dritter Platz                                         |
| 10. Januar 2009                                       | 10 km Verfolgung                                      | Silvia Rupil                                          | Denise Herrmann                                       | Coraline Hugue                                        |
| 11. Januar 2009                                       | Sprint klassisch                                      | Katerina Smutna                                       | Seraina Mischol                                       | Aurore Cuinet                                         |

| 5. Alpencup in Rogla, 17. und 18. Januar 2009 | 5. Alpencup in Rogla, 17. und 18. Januar 2009 | 5. Alpencup in Rogla, 17. und 18. Januar 2009 | 5. Alpencup in Rogla, 17. und 18. Januar 2009 | 5. Alpencup in Rogla, 17. und 18. Januar 2009 |
| --------------------------------------------- | --------------------------------------------- | --------------------------------------------- | --------------------------------------------- | --------------------------------------------- |
| Datum                                         | Disziplin                                     | Erster Platz                                  | Zweiter Platz                                 | Dritter Platz                                 |
| 17. Januar 2009                               | 5 km Freistil                                 | Petra Majdic                                  | Anouk Faivre Picon                            | Silvia Rupil                                  |
| 18. Januar 2009                               | 10 km klassisch Mst.                          | Élodie Bourgeois-Pin                          | Laura Orgué                                   | Anouk Faivre Picon                            |

| 6. Alpencup in Zwiesel, 14. und 15. Februar 2009 | 6. Alpencup in Zwiesel, 14. und 15. Februar 2009 | 6. Alpencup in Zwiesel, 14. und 15. Februar 2009 | 6. Alpencup in Zwiesel, 14. und 15. Februar 2009 | 6. Alpencup in Zwiesel, 14. und 15. Februar 2009 |
| ------------------------------------------------ | ------------------------------------------------ | ------------------------------------------------ | ------------------------------------------------ | ------------------------------------------------ |
| Datum                                            | Disziplin                                        | Erster Platz                                     | Zweiter Platz                                    | Dritter Platz                                    |
| 14. Februar 2009                                 | 10 km klassisch                                  | Stefanie Böhler                                  | Ursina Badilatti                                 | Manon Locatelli                                  |
| 15. Februar 2009                                 | Sprint Freistil                                  | Lena Pichard                                     | Nicole Fessel                                    | Manuela Henkel                                   |

| 7. Alpencup in Schilpario, 20. bis 22. Februar 2009 | 7. Alpencup in Schilpario, 20. bis 22. Februar 2009 | 7. Alpencup in Schilpario, 20. bis 22. Februar 2009 | 7. Alpencup in Schilpario, 20. bis 22. Februar 2009 | 7. Alpencup in Schilpario, 20. bis 22. Februar 2009 |
| --------------------------------------------------- | --------------------------------------------------- | --------------------------------------------------- | --------------------------------------------------- | --------------------------------------------------- |
| Datum                                               | Disziplin                                           | Erster Platz                                        | Zweiter Platz                                       | Dritter Platz                                       |
| 20. Februar 2009                                    | Sprint klassisch                                    | Denise Herrmann                                     | Ursina Badilatti                                    | Alysson Marshall                                    |
| 21. Februar 2009                                    | 5 km klassisch                                      | Laura Orgué                                         | Ursina Badilatti                                    | Celia Bourgeois                                     |
| 22. Februar 2009                                    | 10 km Freistil                                      | Celia Bourgeois                                     | Silvia Rupil                                        | Laura Orgué                                         |

| 8. Alpencup in Campra, 28. Februar und 1. März 2009 | 8. Alpencup in Campra, 28. Februar und 1. März 2009 | 8. Alpencup in Campra, 28. Februar und 1. März 2009 | 8. Alpencup in Campra, 28. Februar und 1. März 2009 | 8. Alpencup in Campra, 28. Februar und 1. März 2009 |
| --------------------------------------------------- | --------------------------------------------------- | --------------------------------------------------- | --------------------------------------------------- | --------------------------------------------------- |
| Datum                                               | Disziplin                                           | Erster Platz                                        | Zweiter Platz                                       | Dritter Platz                                       |
| 28. Februar 2009                                    | 5 km klassisch Mst.                                 | Silvia Rupil                                        | Veronica Cavallar                                   | Elisa Grill                                         |
| 1. März 2009                                        | Teamsprint Freistil                                 | Italien ISilvia Rupil Veronica Cavallar             | Italien IIElisa Grill Melissa Gorra                 | Schweiz IIDoris Trachsel Ursina Badilatti           |

| 9. Alpencup in Métabief, 13. bis 15. März 2009 | 9. Alpencup in Métabief, 13. bis 15. März 2009 | 9. Alpencup in Métabief, 13. bis 15. März 2009 | 9. Alpencup in Métabief, 13. bis 15. März 2009 | 9. Alpencup in Métabief, 13. bis 15. März 2009 |
| ---------------------------------------------- | ---------------------------------------------- | ---------------------------------------------- | ---------------------------------------------- | ---------------------------------------------- |
| Datum                                          | Disziplin                                      | Erster Platz                                   | Zweiter Platz                                  | Dritter Platz                                  |
| 13. März 2009                                  | Sprint Freistil                                | Aurore Cuinet                                  | Helena Erbenova                                | Anouk Faivre Picon                             |
| 14. März 2009                                  | 5 km Freistil                                  | Élodie Bourgeois-Pin                           | Silvia Rupil                                   | Stephanie Santer                               |
| 15. März 2009                                  | 10 km klassisch                                | Aurore Cuinet                                  | Élodie Bourgeois-Pin                           | Ursina Badilatti                               |

### U20 Resultate
| Datum             | Austragungsort | Disziplin            | Sieger                                     | Zweiter                                       | Dritter                                 |
| ----------------- | -------------- | -------------------- | ------------------------------------------ | --------------------------------------------- | --------------------------------------- |
| 13. Dezember 2008 | Alta Badia     | 5 km klassisch       | Karolin Wilhelm                            | Anne Jacob                                    | Monique Siegel                          |
| 14. Dezember 2008 | Alta Badia     | 10 km Freistil Mst.  | Monique Siegel                             | Debora Agreiter                               | Carmen Emmenegger                       |
| 18. Dezember 2008 | St. Ulrich     | Sprint klassisch     | Lucia Anger                                | Esther Mende                                  | Hanna Kolb                              |
| 20. Dezember 2008 | St. Ulrich     | 5 km Freistil        | Monique Siegel                             | Karolin Wilhelm                               | Jessica Krause                          |
| 21. Dezember 2008 | St. Ulrich     | 7,5 km klassisch     | Monique Siegel                             | Anne Jacob                                    | Sandra Ringwald                         |
| 10. Januar 2009   | Reit im Winkl  | 10 km Verfolgung     | Marion Buillet                             | Lisa Morandini                                | Lucia Anger                             |
| 11. Januar 2009   | Reit im Winkl  | Sprint klassisch     | Manon Locatelli                            | Esther Mende                                  | Marion Buillet                          |
| 18. Januar 2009   | Rogla          | 10 km klassisch Mst. | Lucia Anger                                | Anja Erzen                                    | Monique Siegel                          |
| 14. Februar 2009  | Zwiesel        | 10 km klassisch      | Manon Locatelli                            | Aurore David                                  | Monique Siegel                          |
| 15. Februar 2009  | Zwiesel        | Sprint Freistil      | Manon Locatelli                            | Tina Fischer                                  | Marion Buillet                          |
| 20. Februar 2009  | Schilpario     | Sprint klassisch     | Manon Locatelli                            | Marion Buillet                                | Francesca di Sopra                      |
| 21. Februar 2009  | Schilpario     | 5 km klassisch       | Lisa Morandini                             | Francesca di Sopra                            | Manon Locatelli                         |
| 22. Februar 2009  | Schilpario     | 10 km Freistil       | Ilaria Debertolis                          | Debora Agreiter                               | Marion Buillet                          |
| 28. Februar 2009  | Campra         | 5 km klassisch Mst.  | Manon Locatelli                            | Carmen Emmenegger                             | Jessica Krause                          |
| 1. März 2009      | Campra         | Teamsprint Freistil  | Frankreich IManon Locatelli Marion Buillet | Italien IFrancesca di Sopra Ilaria Debertolis | Italien IIDebora Roncari Lisa Morandini |
| 13. März 2009     | Métabief       | Sprint Freistil      | Manon Locatelli                            | Gaia Vuerich                                  | Ilaria Debertolis                       |
| 14. März 2009     | Métabief       | 5 km Freistil        | Ilaria Debertolis                          | Lisa Morandini                                | Manon Locatelli                         |
| 15. März 2009     | Métabief       | 10 km klassisch      | Carmen Emmenegger                          | Manon Locatelli                               | Monique Siegel                          |

### Gesamtwertung Frauen
| Rang | Name                 | Punkte |
| ---- | -------------------- | ------ |
| 01   | Silvia Rupil         | 1041   |
| 02   | Laura Orgué          | 885    |
| 03   | Ursina Badilatti     | 860    |
| 04   | Denise Herrmann      | 681    |
| 05   | Élodie Bourgeois-Pin | 660    |
| 06   | Maja Benedičič       | 520    |
| 06   | Anouk Faivre Picon   | 520    |
| 08   | Melissa Gorra        | 468    |
| 09   | Aurore Cuinet        | 437    |
| 010  | Coraline Hugue       | 435    |
| 11.  | Mirjam Cossettini    | 400    |
| 12.  | Celia Bourgeois      | 376    |
| 13.  | Aurélie Dabudyk      | 371    |
| 14.  | Katerina Smutna      | 350    |
| 15.  | Franziska Schneider  | 321    |
| 16.  | Stephanie Santer     | 311    |
| 17.  | Barbara Jezeršek     | 304    |
| 18.  | Elisa Grill          | 303    |
| 19.  | Sara Pellegrini      | 294    |
| 20.  | Lena Pichard         | 280    |
| 21.  | Pauline Caprini      | 263    |
| 22.  | Sabrina Bühler       | 255    |
| 23.  | Doris Trachsel       | 253    |
| 24.  | Barbara Antonelli    | 247    |

| Rang | Name                        | Punkte |
| ---- | --------------------------- | ------ |
| 25.  | Kerstin Muschet             | 245    |
| 26.  | Veronica Cavallar           | 243    |
| 27.  | Elisa Brocard               | 223    |
| 28.  | Virginia De Martin Topranin | 200    |
| 29.  | Cécile Storti               | 187    |
| 30.  | Karine Laurent Philippot    | 166    |
| 31.  | Sabina Valbusa              | 160    |
| 32.  | Stefanie Böhler             | 150    |
| 33.  | Ilenia Casali               | 137    |
| 34.  | Raphaela Sieber             | 124    |
| 35.  | Jessica Müller              | 122    |
| 36.  | Aurelia Lanoe               | 117    |
| 37.  | Karin Camenisch             | 110    |
| 38.  | Valentina Vuerich           | 105    |
| 39.  | Solange Chabloz             | 101    |
| 40.  | Antonella Confortola Wyatt  | 100    |
| 40.  | Petra Majdic                | 100    |
| 42.  | Laure Barthélémy            | 82     |
| 43.  | Nicole Fessel               | 80     |
| 43.  | Seraina Mischol             | 80     |
| 45.  | Marion Ruf                  | 79     |
| 46.  | Caroline Weibel             | 75     |
| 47.  | Elizabeth Stephen           | 64     |
| 48.  | Manuela Henkel              | 60     |

| Rang | Name                   | Punkte |
| ---- | ---------------------- | ------ |
| 49.  | Laurien van der Graaff | 58     |
| 50.  | Alexandra Zeno         | 55     |
| 51.  | Bettina Gruber         | 53     |
| 52.  | Carolin Haibel         | 47     |
| 53.  | Gaëtane Perret         | 44     |
| 54.  | Jekaterina Winogradowa | 40     |
| 55.  | Valentina Bachmann     | 38     |
| 56.  | Daniela Iellici        | 32     |
| 56.  | Marina Piller          | 32     |
| 58.  | Emilie Vina            | 31     |
| 59.  | Evelyn Dong            | 26     |
| 60.  | Katja Stoffel          | 24     |
| 61.  | Miriam Gössner         | 20     |
| 62.  | Romana Schrempf        | 19     |
| 63.  | Solenne Roudot         | 17     |
| 64.  | Germana Di Padova      | 15     |
| 64.  | Paulina Maciuszek      | 15     |
| 66.  | Sandra Gredig          | 14     |
| 67.  | Alina Golzow           | 11     |
| 68.  | Katharina Milazzi      | 7      |
| 69.  | Emma Durand Poudret    | 5      |
| 70.  | Katja Visnar           | 4      |
| 71.  | Celine Schwalm         | 3      |
| 72.  | Maria Rosa Moe         | 2      |

| Endstand (Top 10) |                    |        |
| \| Rang \| Name \| Punkte \| \| ---- \| ------------------ \| ------ \| \| 01 \| Manon Locatelli \| 1162 \| \| 02 \| Monique Siegel \| 1006 \| \| 03 \| Marion Buillet \| 827 \| \| 04 \| Ilaria Debertolis \| 690 \| \| 05 \| Jessica Krause \| 652 \| \| 06 \| Alenka Cebesak \| 644 \| \| 07 \| Lisa Morandini \| 613 \| \| 08 \| Carmen Emmenegger \| 608 \| \| 09 \| Aurore David \| 527 \| \| 10 \| Francesca di Sopra \| 514 \| |                    |        |
| Rang | Name               | Punkte |
| 01 | Manon Locatelli    | 1162   |
| 02 | Monique Siegel     | 1006   |
| 03 | Marion Buillet     | 827    |
| 04 | Ilaria Debertolis  | 690    |
| 05 | Jessica Krause     | 652    |
| 06 | Alenka Cebesak     | 644    |
| 07 | Lisa Morandini     | 613    |
| 08 | Carmen Emmenegger  | 608    |
| 09 | Aurore David       | 527    |
| 10 | Francesca di Sopra | 514    |